# Snitt (grafteori)

Ett snitt i en graf med 5 noder. Detta snitt har minsta möjliga värde.

Ett annat möjligt snitt som har maximalt värde

Ett snitt är en uppdelning av alla noder i en graf i två disjunkta delmängder. Mängden av bågar som går mellan de två delmängderna kallas skurna bågar.
I en graf utan vikter på bågarna är snittets värde antalet skurna bågar. I en viktad graf är värdet summan av alla skurna bågars vikter.

## Minsta snitt
Det existerar snabba metoder för att hitta det minsta möjliga snittet i en allmän graf. Detta är av stor vikt inom bildanalys och datorseende, där många problem kan omformuleras till att hitta det minsta möjliga snittet i en stor graf. Till exempel kan maximum a priori skattning för vissa markovfält formuleras som grafsnitt.

## Största snitt
Problemet att för en given graf hitta det största möjliga snittet är NP-fullständigt, vilket gör det svårt att lösa för stora grafer.